# François Sébastien Letourneux
Pour les articles homonymes, voir Letourneux.
François Sébastien Letourneux, né à Saint-Julien-de-Concelles le 3 octobre 1752 et mort à Saint-Julien-de-Concelles le 16 septembre 1814, est un avocat, magistrat et homme politique français.

## Biographie
François Sébastien Letourneux est le fils de Charles César Letourneux, avocat au parlement de Bretagne, sénéchal du marquisat de Goulaine, et de Françoise Delaunay.
Avocat au parlement de Bretagne avant la Révolution, procureur général syndic du département de la Loire-Inférieure en 1790, membre du Conseil des Anciens, il est ministre de l'Intérieur du 13 septembre 1797 au 17 juin 1798 dans le Directoire.
Après le 18 Brumaire, il entre dans la magistrature et est nommé conseiller à la Cour impériale de Rennes.
Gendre d'Étienne Chaillon, il est le grand-père d'Aristide Letourneux.

## Sources
- « François Sébastien Letourneux », dans Adolphe Robert et Gaston Cougny, Dictionnaire des parlementaires français, Edgar Bourloton, 1889-1891 [détail de l’édition]
- Frédéric Augris, François Sébastien Letourneux : Nantais, avocat, ministre et révolutionnaire d’après ses mémoires, Des écrits et de l'histoire, 2019 (ISBN 978-2-9568174-1-3, lire en ligne)